# Pimpi, piccolo grande eroe
Pimpi, piccolo grande eroe (Piglet's Big Movie) è un film del 2003 diretto da Francis Glebas.
Terzo lungometraggio cinematografico d'animazione basato sui libri di Winnie the Pooh di A. A. Milne, il film ha come protagonista il personaggio di Pimpi, il quale, vergognandosi di essere piccolo e goffo e non sentendosi accettato per tali motivi, si allontana nel Bosco dei Cento Acri, spingendo tutti i suoi amici a formare una squadra di ricerca per trovarlo. Pimpi, piccolo grande eroe fu prodotto dalla DisneyToon Studios e l'animazione fu realizzata principalmente dalla Walt Disney Animation Japan. Uscito negli Stati Uniti il 21 marzo 2003, il film fu recensito positivamente da buona parte della critica ma non fu un successo finanziario.

## Trama
Winnie the Pooh, Ih-Oh, Tappo e Tigro stanno lavorando ad un piano per raccogliere il miele da un alveare. Si tratterebbe di far spostare le api in un finto alveare tenuto sollevato da Tigro e Pooh, attirandole con la musica suonata al violino da Tappo e convincendole che Ih-Oh travestito con un costume a strisce gialle e nere sia una di loro, per poi prendere il miele dal vecchio alveare. Pimpi li osserva e, incuriosito, si avvicina a loro durante il tentativo, ma gli amici lo allontanano dicendogli che è troppo piccolo per aiutarli. Il piano sembra andare male, in quanto le api non ci cascano per niente, sono infastidite dalla musica e stanno per attaccare il gruppo, quando Pimpi riesce a deviarle nel nuovo alveare utilizzando un imbuto per poi chiudere l'apertura dell'alveare, intrappolandole, in modo che i suoi amici riescano a prendere il miele senza danni.
Purtroppo nessuno sembra aver visto l'eroismo di Pimpi, poiché tutti erano impegnati prima a nascondersi dalle api e poi a mangiare il miele. Pimpi, sentendosi trascurato, se ne va tristemente e si consola notando che nel bosco ci sono molte creature più piccole di lui. In seguito Pooh, Tappo, Tigro e Ih-Oh devono nuovamente scappare dalle api, che hanno rotto il falso alveare, e si rifugiano a casa di Pimpi. Verificando se ci sono tutti, notano che il maialino non è con loro e, pensando che sia stato spaventato o rapito dalle api, decidono di cercarlo. A loro si unisce Ro ed i cinque amici si mettono alla ricerca di Pimpi. Nella ricerca si aiutano con il quaderno dei ricordi di Pimpi, che avevano trovato in precedenza, in cui il maialino ha disegnato le avventure che ha condiviso con i suoi amici. I personaggi utilizzano le immagini per raccontare in flashback le storie in esse rappresentate.
Una delle storie raccontate è una spedizione per trovare il Polo Nord, organizzata da Christopher Robin. Durante la spedizione Ro scivola su una buccia di banana e cade nel fiume. Nonostante riesca a nuotare perfettamente e non abbia paura, tutti gli altri sono terrorizzati e tentano maldestramente di salvarlo; l'unico che vi riesce è Pimpi, che lo fa aggrappare a un bastone e lo scaglia in aria. Il maialino, per tentare di afferrare il cangurino, dà il bastone a Pooh; Ro alla fine viene preso da Kanga, dopodiché Christopher Robin arriva sul posto e accredita a Pooh la scoperta del Polo Nord o, meglio, il Palo Nord (il bastone che tiene nelle sue zampe). Tornando al presente, agli amici dispiace di non aver condiviso le lodi con Pimpi.
Un'altra storia raccontata è la costruzione della casa nell'Angolo di Pooh. Qui a Pimpi viene l'idea di costruire una casa (cioè una capanna di rami) per Ih-Oh, che è l'unico dei loro amici a non avere una casa e, nelle gelide notti invernali, rischia di congelarsi. Tigro e Pooh si uniscono per l'impresa e fanno la maggior parte del lavoro, mentre Pimpi, involontariamente, si mette di mezzo. La casa che costruiscono è un vero disastro, ma Tigro e Pooh vogliono informare Ih-Oh della fine dei lavori. Purtroppo la casa è tenuta insieme da Pimpi, che alla fine molla la presa e fa crollare la casa. Tigro e Pooh vanno allora a comunicare a Ih-Oh la cattiva notizia, ma nel mentre Pimpi arriva da loro dicendo che la casa è a posto. Si scopre che il maialino ha ricostruito la casa completamente da solo e bene, ma questo viene ancora trascurato e sul cartello indicatore del luogo rimane scritto solamente "Angolo di Pooh".
Tornando al presente, dopo che i cinque si sono profondamente rammaricati per aver spesso trascurato il loro piccolo amico, una lite tra Tappo e Tigro si conclude con la rottura del libro e la sua caduta nel fiume. Senza la loro guida, sotto la minaccia di un temporale in arrivo e con Ro che si sta raffreddando, gli amici tornano a casa di Pimpi e iniziano a disegnare nuove immagini di Pimpi e le sue avventure, alcune delle quali sono nuove. In seguito gli amici decidono di riprovare a cercare il loro amico scomparso e si rimettono in cammino. Strada facendo si imbattono in varie pagine dell'album, per poi individuare il resto del libro, sospeso su un vecchio tronco cavo e rotto, sopra una furiosa cascata. Pooh si arrampica e cerca di recuperarlo, ma cade in un buco nel tronco. Gli altri cercano di raggiungerlo, ma la cordata formata è troppo corta. Quando tutto sembra perduto e i quattro si chiedono chi mai potrà aiutarli, Pimpi appare all'improvviso e aiuta a trainare Pooh verso la salvezza proprio mentre il tronco crolla.
Ih-Oh, Tappo, Ro e Tigro sono ora in piedi sul bordo del burrone, vicino alla cascata, ma il tronco all'interno del quale sono rimasti intrappolati Pooh e Pimpi è caduto lontano nelle acque sottostanti. Pooh e Pimpi riescono fortunatamente a mettersi in salvo, per poi riunirsi al gruppo. Felici, gli amici portano Pimpi a fargli vedere i loro nuovi disegni. Il giorno dopo gli amici organizzano una festa, che viene interrotta da Pooh, il quale porta Pimpi a casa di Ih-Oh, dove ha cambiato il cartello ed ha scritto su di esso "Angolo di Pooh e Pimpi", dicendo che ciò è "il minimo che potessi fare per un maialino piccolo piccolo che ha fatto cose grandi grandi!".

## Colonna sonora
Nell'edizione originale tutte le canzoni sono cantate da Carly Simon ad eccezione di 'The More It Snows (Tiddely-Pom)', che invece è cantata da Jim Cummings e John Fiedler. Carly Simon è stata accompagnata da Ben Taylor in 'Winnie the Pooh' e 'Comforting to Know' (in quest'ultima viene accompagnata anche da Renee Fleming). In 'Sing Ho, for the Life of a Bear (Expotition March)', Carly Simon è stata accompagnata da Kath Soucie e Jim Cummings. Nell'edizione italiana Carly Simon viene sostituita da Paola Folli.
Le canzoni del film sono:
- Winnie the Pooh
- If I Wasn't So Small (The Piglet Song), nella versione italiana Sogno di crescere
- A Mother's Intuition, nella versione italiana L'Istinto della mamma
- Sing Ho, for the Life of a Bear (Expotition March), nella versione italiana La spedizione
- The More It Snows (Tiddely-Pom), nella versione italiana Continua a nevicare
- With a Few Good Friends, nella versione italiana Con gli amici miei
- The More I Look Inside, nella versione italiana Sei sempre accanto a me
- Comforting to Know

## Distribuzione

### Edizioni home video
Alcuni mesi dopo l'uscita cinematografica, il film è stato pubblicato in DVD e VHS. La VHS conteneva come bonus una pubblicità dell'attrazione "The Many Adventures of Winnie the Pooh" a Walt Disney World, così come il DVD, che aveva anche altri contenuti speciali. Il film è stato l'unico lungometraggio cinematografico di Winnie the Pooh presentato in widescreen su VHS piuttosto che in 4:3 pan-and-scan, poiché anche la VHS di Winnie the Pooh e gli Efelanti, uscito successivamente, è stata presentata in quest'ultimo formato. Non è stata annunciata nessuna uscita in Blu-Ray del film, ma il DVD è stato ristampato due volte, nel 2010 per la collezione "Winnie & i suoi amici" e nel 2012 per quella definitiva su Winnie the Pooh, sempre con gli stessi contenuti speciali.

## Accoglienza

### Incassi
Pimpi, piccolo grande eroe è arrivato al 7º posto nel suo weekend di apertura, guadagnando 6 milioni di dollari. Il film ha incassato 23 milioni sul mercato interno - la metà dell'incasso di T come Tigro... e tutti gli amici di Winnie the Pooh e 63 milioni in tutto il mondo, rendendolo un moderato successo al box office.

### Critica
Il film ha ricevuto generalmente critiche positive, ottenendo un punteggio "Certified Fresh" del 72% da Rotten Tomatoes. Il critico cinematografico Stephen Holden del New York Times ha chiamato il film "un'oasi di gentilezza e arguzia". Nancy Churnin del The Dallas Morning News ha affermato che Pimpi, piccolo grande eroe era "uno degli eleganti piaceri nel processo", nonostante la sua convinzione che "la Disney sembra mungere i suoi classici". Paolo Mereghetti, pur criticando l'ovvia morale e la debolezza dell'intreccio-cornice, ha lodato la sceneggiatura dei singoli segmenti e la qualità dell'animazione, sottolineando il riallacciamento con le atmosfere del primo film della serie. Agli Annie Awards del 2004 il film fu candidato al premio per la migliore animazione degli effetti.

## Videogioco
Nel 2003 la Disney ha pubblicato Pimpi, piccolo grande eroe per PlayStation 2, Nintendo GameCube e Game Boy Advance insieme a un gioco su CD-ROM anch'esso intitolato Pimpi, piccolo grande eroe.